# Hands On Scooter
Hands On Scooter är ett projekt där andra artister gör versioner av den tyska technogruppen Scooters största hits. Artisterna är bland andra Bloodhound Gang, Andreas Dorau, Jan Delay, Modeselektor, Moonbootica, Turntablerocker och Knorcator. Skivan innehåller även Scooter vs Status Quo's Jump that rock Whatever you want!

## Låtlista
1. Jump That Rock (Whatever You Want)
2. Weekend
3. Was Kostet Der Fisch?
4. Beweg Dein Arsch
5. Hyper Hyper
6. I'm Raving
7. Aiii Shot The Dj
8. Friends
9. Faster, Harder, Scooter
10. I'm Raving
11. Nessaja
12. Sexzwerg (Ich Schwirre)